# Zastava Kamioni
Camiones Zastava (en serbio: Zastava Kamioni, cirílico: Застава Камиони) es una empresa Serbia dedicada a la fabricación y comercialización de camiones y vehículos comerciales, con base en la ciudad de Kragujevac. Formó parte del conglomerado industrial Zastava.

## Historia

### Inicios
La producción de camiones bajo la marca Zastava se inicia tras el periodo siguiente a la 2.ª Guerra Mundial, como parte de los esfuerzos del gobierno yugoslavo de la época para crear una industria autosuficiente en ciertos ramos, siguiendo un modelo de desarrollo asistido, pero en vez de usar licencias rusas; se usan licencias de fabricantes diferentes a los de la cortina de hierro, y se lleva a cabo su primer producción con el ensamblaje de 400 camiones Chevrolet, los cuales inicialmente iban a ser producidos para el Real Ejército de Yugoslavia.

### Proyección de operaciones
Dados sus orígenes como una fábrica de ordenanzas, y que tras la guerra la industria quedara derruida, el nuevo gobierno de Tito decide el crear una industria autosuficiente; dejando atrás los esfuerzos en búsqueda de apoyo norteamericano o europeo, y en el año de 1961 se suscribe un acuerdo de cooperación con la casa italiana Fiat Veicoli Industriali, siendo los vehículos tipo camión "Zastava 615" y el "Zastava 620" los primeros camiones que aparecen en el mercado de Yugoslavia; (posteriormente Serbia), hechos localmente, y que son el resultado de varios desarrollos industriales autóctonos en cuanto la puesta en marcha de varias fábricas de autopartes, eso sí; todas estas estarán bajo la guía de la planta Fiat Veicoli Industriali en cuanto a la producción de los motores y los diseños e ingeniería requeridos para tal fin.
La producción tendría un desarrollo favorable desde 1969; eso si toda estaría bajo licencia, con el aumento sostenido y significativo en las asignaciones presupuestales del gobierno yugoslavo de dicho tiempo, aparte de las exigencias de partes para las factorías italianas; preveían el desarrollo autosuficiente, apuntalado por los recursos asignados para el desarrollo de la industria pesada, y con un programa para la introducción de técnicas modernas de producción mediante la adquisición de conocimientos para apuntalar a la industria yugoslava a niveles estándar en occidente, se sigue dicho mandato con la construcción de modelos de camiones de la Fiat; modelos ya existentes y que estuvieran en desuso, para así acortar el fin a las metas de producción proyectadas de parte del presídium de Yugoslavia. Es necesario hacer mención que en dicho periodo de producción de camiones comerciales sería iniciada inicialmente bajo la planta de producción de automóviles de marca Zastava, de donde se desprende el origen más conocido de la marca Zastava, y así mismo la marca es considerada como el núcleo de la industria yugoslava (ahora serbia) moderna, siendo luego anexadas las facilidades para la construcción de camiones en 1965.

### Consolidación de operaciones
Sobre la base de nuevos contratos de producción con el uso de productos FIAT, se inicia la fabricación de vehículos de reparto ligeros (con una capacidad de carga de hasta 0.6 t), en la planta de Sombor, una nueva, y la que sería la tercera planta de la marca. En adición a la producción de vehículos basada en este contrato, la producción de componentes de la transmisión (ejes delanteros y ejes de tracción), los marcos de chasis y otros componentes para los vehículos de la marca "Zastava" que tuvieran por destino la factoría en Kragujevac serían también despachados desde dicha planta, e incluso produjeron componentes para la planta de Fiat en Brescia. Con el acuerdo de largo plazo para la producción en el marco del acuerdo de cooperación, signado el 5 de agosto de 1978, hace incursión la nueva gama de vehículos comerciales, la serie OM-40/35, también conocida como la serie "MALI OM". Poco después de que la FIAT IVECO transfiriese la producción de la serie de camiones "Gamma" a la planta de"Zastava-Privredna Vozila" (ZPV), se aseguró que dicha cesión sería únicamente para la venta de dichos camiones en Yugoslavia es de manera definitiva, previéndo que solo se comercializaran en territorio yugoslavo, pero ante las necesidades de abastecer no solo el mercado local sino el de los países en donde se comerciaban aún dichos modelos, grandes cantidades de estos camiones salen a la venta como productos de la Zastava haciendo uso de la red de concesionarios de la fabricante italiana.

### Actualidad

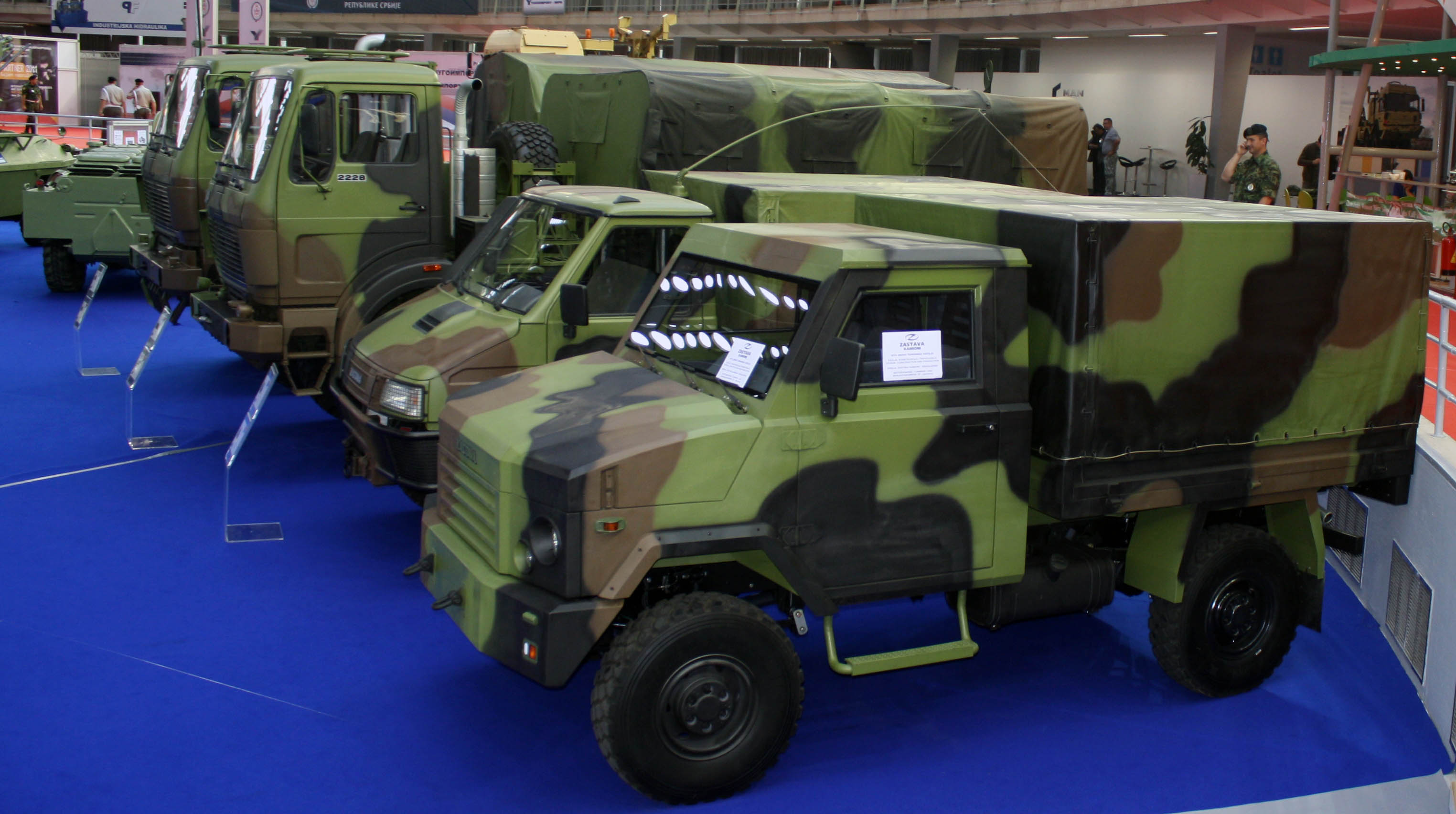
Modelos como el Zastava 40.10H, derivado del Zastava Turbo New Rival, será uno de los vehículos de uso no combativo fabricados en las instalaciones de Zastava Kamioni.

En la actualidad la producción de camiones está orientada a cubrir la demanda regional, desde su reapertura. Aparte, la construcción de camiones para el ejército de Serbia ha sido uno de sus pilares en su refulgente resurrección, ya que esta planta, antes condenada al abandono, ahora se muestra como uno de los esfuerzos decididamente serios del gobierno serbio para paliar el desempleo, y con la construcción de vehículos comerciales y sus partes ha logrado mantener puestos de trabajo vitales para la economía. En los últimos días, el ministro de Defensa serbio; Dragan Sutanovac, reveló que en el presente se lleva a cabo el desarrollo de un vehículo de capacidades multitarea para el ejército de tierra en Serbia, y cuenta además con la asistencia de constructores norteamericanos.

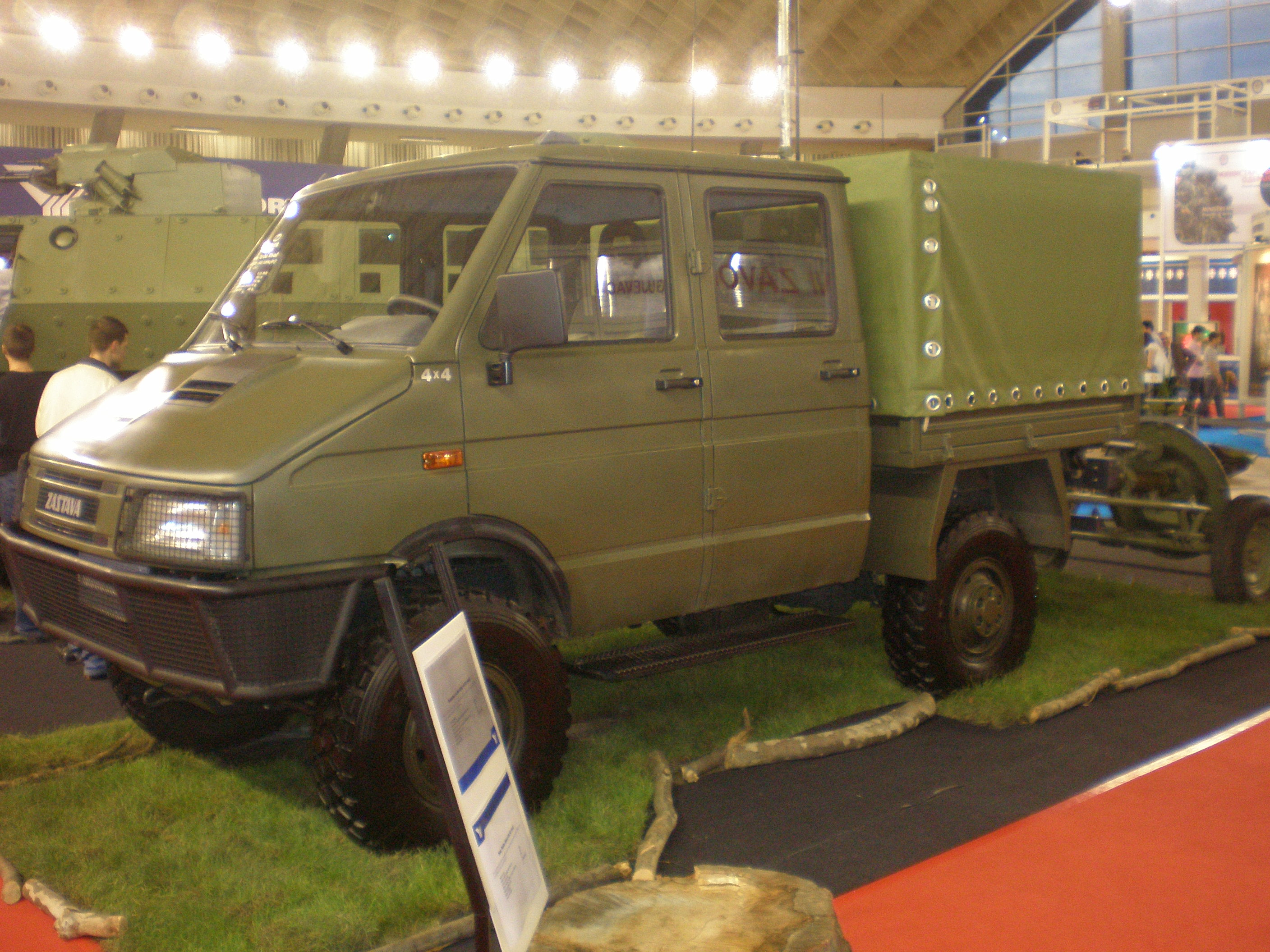
Modelos como el Zastava Turbo New Rival, en su uso militar también será uno de los vehículos de uso no combativo fabricados en las instalaciones de Zastava Kamioni para el Ejército de Serbia.

## Productos
Sus productos son derivados de camiones de Iveco. En la actualidad lleva a cabo un proceso de actualización de sus líneas y procesos productivos.

### Modelos de primera serie de Zastava Kamioni

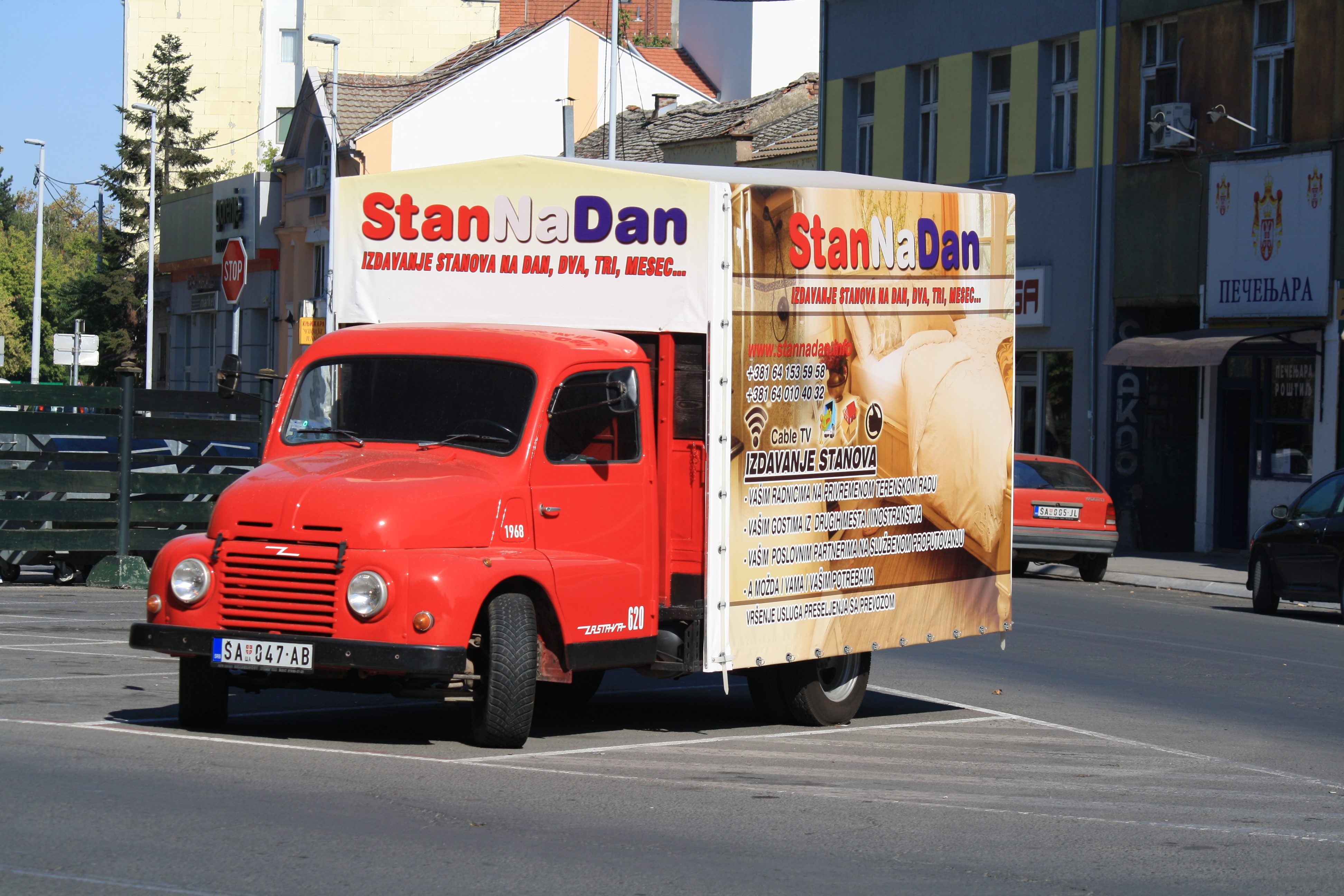
Un camión Zastava 620 en las calles de Šabac, Serbia.

1. Gama "S" - Modelos 30.8; 35.8; y 40.8 2.
2. Gama "Z" - Modelos 50.9; 65.9; 65.12; 79.12; 79.14 y 109.14

### Modelos de segunda serie de Zastava Kamioni
1. Zastava New Turbo Rival - Camión ligero, copia del Iveco Daily con motor actualizado.
2. Zastava EUROZETA - Camión ligero, copia del Iveco Zeta con motor actualizado.
3. Zastava ZK-101 - Chasis multiusos, basados en el usado tanto camión ligero Iveco Daily, como en el del camión pesado Iveco Trakker, ambos con motores actualizados.

Así mismo se producen vehículos de carga ligeros de modelos descontinuados de la marca IVECO, y se suplen los mercados y las necesidades de los distribuidores de su área de influencia.